# Równowaga cząstkowa
Równowaga cząstkowa – pojęcie w wielu szkołach ekonomii wykorzystywane przy analizie pojedynczego rynku. Równowaga cząstkowa ma miejsce, gdy pojedynczy rynek znajduje się w stanie równowagi rynkowej. W szczególności w analizie ekonomicznej z wykorzystaniem równowagi cząstkowej zakłada się, że wszystkie zmienne nie związane z danym rynkiem, na przykład takie jak dochód konsumentów czy ceny dóbr substytucyjnych i komplementarnych, są niezmienne.
Przykładowo, rozpatrując z użyciem pojęcia równowagi cząstkowej efekt wprowadzenia podatku na dane dobro, celowo pomija się możliwe drugorzędne efekty tego podatku na inne dobra.
Typową techniką stosowaną przy analizie równowagi cząstkowej jest statyka porównawcza (komparatywna).
Wadą analizy z użyciem równowagi cząstkowej jest możliwe nieuzwględnienie potencjalnych efektów danej zmiany na pozostałych rynkach. Według teorii zapoczątkowanych głównie przez Léona Walrasa równowagi ogólnej, równowaga ogólna miałaby według tej koncpecji miejsce, gdy spełnione byłyby wszystkie możliwe równowagi cząstkowe. Z tego powodu, w teorii uznającej istnienie takowych, możliwe byłoby 'analizowanie' wpływu zmian w jednym rynku na innych.